# 加藤友太郎
加藤 友太郎（かとう ともたろう、嘉永4年（1851年）9月 - 大正5年（1916年）2月27日）は、明治期の陶芸家。愛知県瀬戸市生まれ。号は陶寿。

## 略歴
瀬戸の陶工加藤与八の次男として生まれる。
1874年（明治7年）上京し、東京の陶工の川本富太郎の紹介で、2代目井上良斎の工場に入る。お雇い外国人のゴットフリード・ワグネル博士の元で窯業技術（石膏型）を学び、同博士を師事した。1877年（明治10年）、江戸川製陶所に勤務し、1882年（明治15年）には独立して牛込区新小川町に友玉園を開き、師の教えを踏襲したワグネル式窯を設けた。
加藤の作品は美術的と化学的を兼ね、1899年（明治32年）には陶寿紅と呼ばれる下絵付けの赤色の釉薬を開発した。

墓所は新宿区弁天町の宗参寺。戒名は陶光院道賢篤友居士。行年66歳。当寺開基の旗本牛込氏、大胡氏の墓所奥。